# 그리스도 부활 대성당 (포드고리차)
그리스도 부활 대성당(세르비아어: Саборни Храм Христовог Васкрсења)은 세르비아 정교회 산하 몬테네그로-연안 지대 수도 대교구의 주교좌 성당이다. 몬테네그로 포드고리차의 모라차 강 서부 지역에 있다.

## 역사
성당 설계는 프레드락 리스티치가 맡았으며, 공사는 1993년에 착수되었다. 그리고 2014년 10월 7일 밀라노 칙령 1700주년을 맞아 축성되었다.

## 이미지

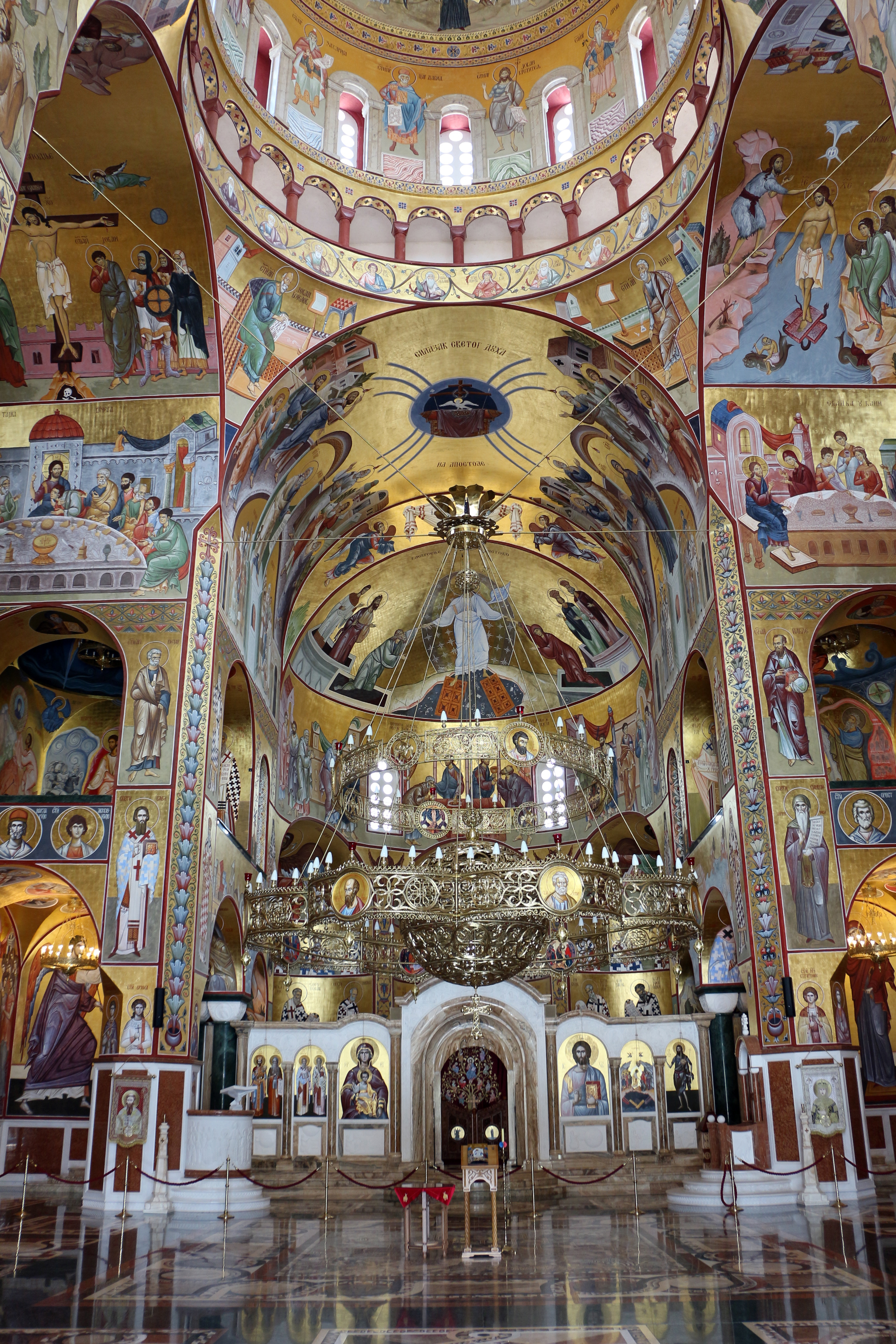
대성당 내부
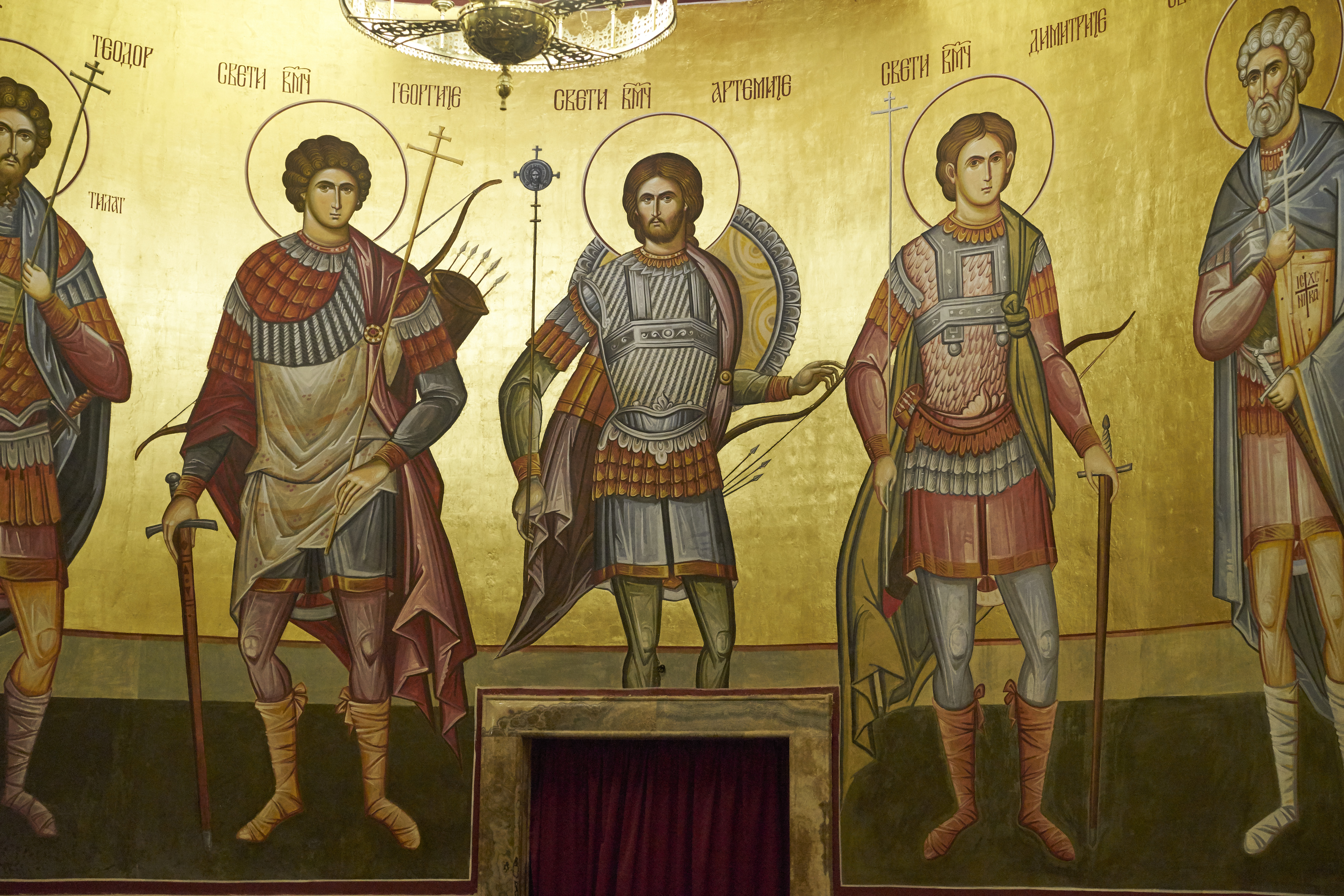
대성당 내부